# Val de Bagnes

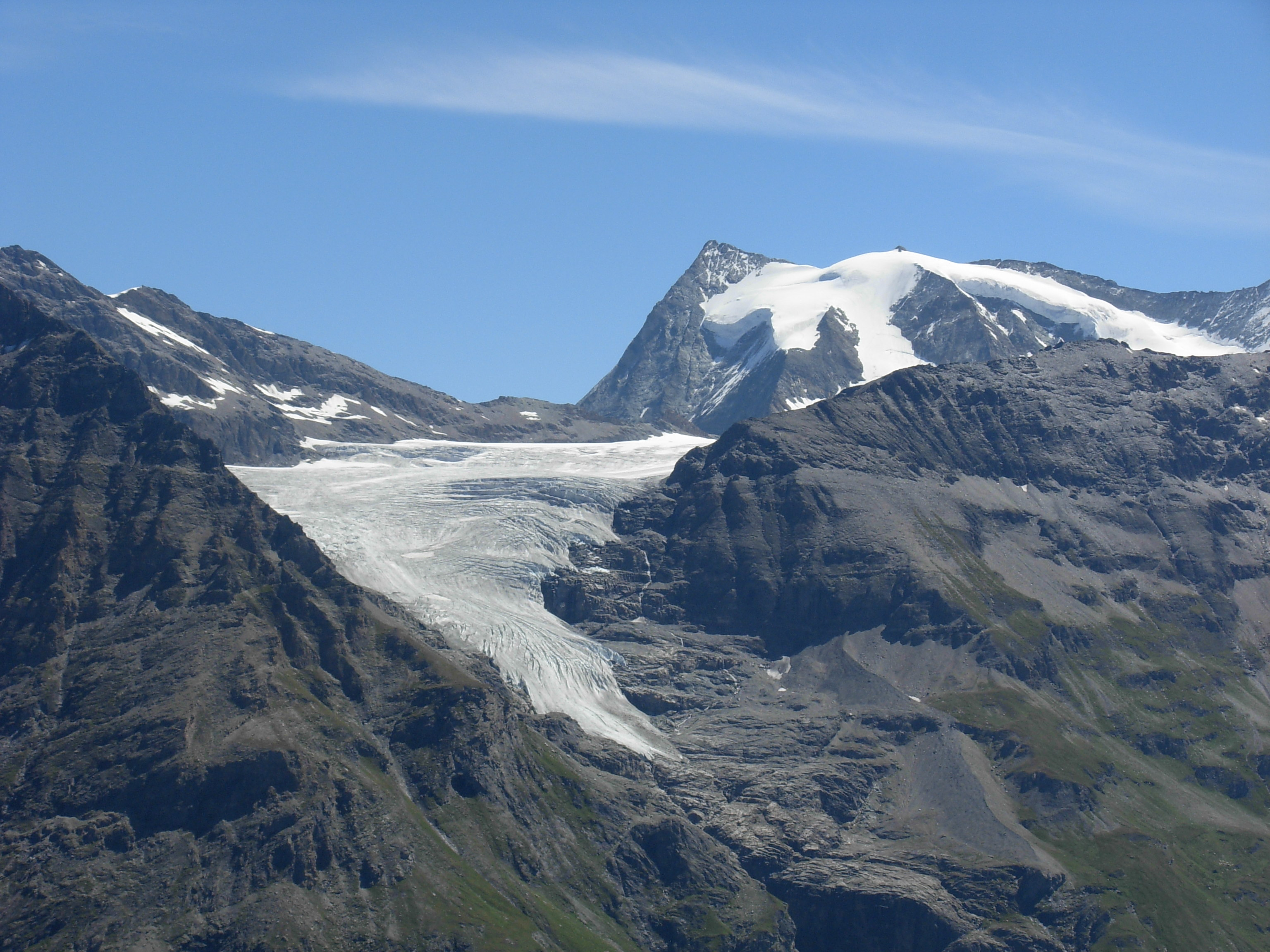
Glacier du Giétro. W głębi szczyt Mont Blanc de Cheilon

Val de Bagnes – dolina w Szwajcarii w kantonie Valais, w Alpach Pennińskich. W miejscowości Sembrancher odchodzi na południowy wschód od doliny Val d’Entremont. Od wschodu dolinę ograniczają masywy Ruinette i Pleureur, które oddzielają ją od dolin Val d'Hérémence i Val de Nendaz. Od zachodu, od doliny Val d’Entremont, oddziela ją masyw Grand Combin. Na południu dochodzi do masywu Mont Gèle.

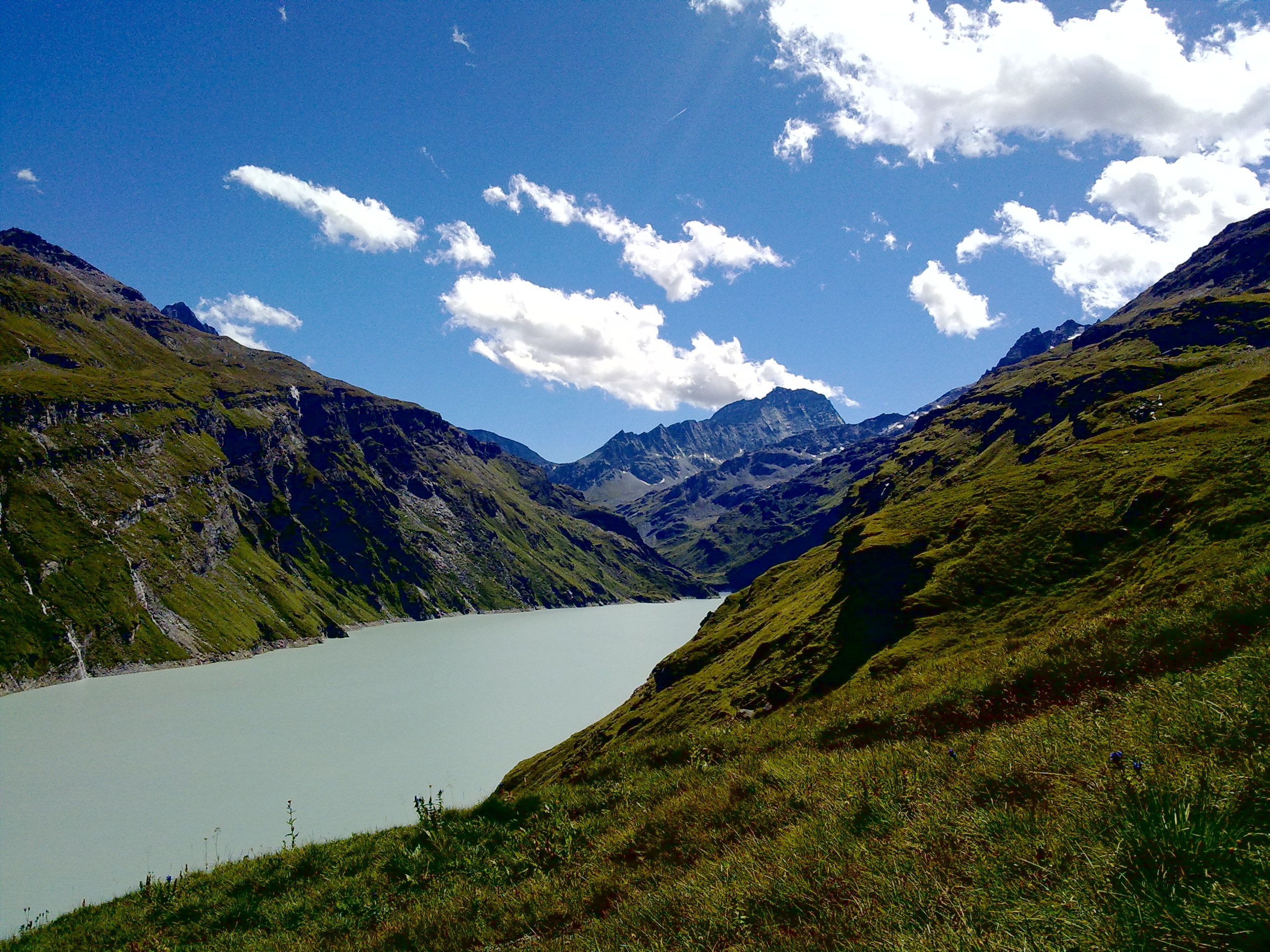
Lac de Mauvoisin. W głębi Mont Gelé

Doliną płynie rzeka Drance de Bagnes, która po połączeniu z płynącą przez dolinę Val d’Entremont rzeką Drance d’Entremont zmienia nazwę na Drance i wpada do Rodanu. Na rzece, w górnej części doliny, znajduje się zapora wodna o wysokości 237 metrów ze sztucznym zbiornikiem zaporowym zwanym Lac de Mauvoisin. Po wschodniej stronie jeziora znajduje się duży lodowiec Glacier du Giétro, a na południu lodowce Glacier de Tsessette i Glacier du Mont Durand.
W dolinie znajdują się m.in. miejscowości Sembrancher, Le Châble, Verbier i Fionnay.